# Kolba Büchnera

Kolba Büchnera ze szlifem i bocznym tubusem do podłączenia próżni.

Kolba Büchnera (kolba ssawkowa) − naczynie szklane, element podstawowego wyposażenia laboratoryjnego. Płaskodenna kolba stojąca w kształcie stożka. Różni się jednak od zwykłej kolby stożkowej budową i zastosowaniem. Kolba Büchnera służy do sączenia pod zmniejszonym ciśnieniem. Z tego względu posiada dodatkowo króciec boczny (tubus lub boczna rurka), a jej ścianki wykonane są z grubego szkła. Nazwa pochodzi od niemieckiego chemika Ernsta Wilhelma Büchnera, który opatentował ten rodzaj kolby w 1888 roku, nie zaś od laureata Nagrody Nobla w dziedzinie chemii w 1907 r. Eduarda Buchnera.

## Sączenia na zestawie Büchnera

Schemat sączenia na zestawie Büchnera

Lejek Büchnera umieszcza się wraz z korkiem gumowym lub specjalną gumową podkładką w szyjce kolby Büchnera. Kolba w trakcie użycia powinna być zamocowana w statywie. Do bocznego tubusu kolby ssawkowej podłącza się przewód podciśnieniowy (np. wąż gumowy połączony z aparatem wytwarzającym podciśnienie). Na lejku umieszcza się odpowiedniej wielkości sączek, który przed sączeniem zwilża się rozpuszczalnikiem. Po wytworzeniu podciśnienia w kolbie do lejka wlewa się zdecydowanym ruchem sączoną mieszaninę. Osad pozostaje na sączku, natomiast przesącz gromadzi się w kolbie Büchnera.